# Orkla Confectionery & Snacks Danmark
Orkla Confectionery & Snacks Danmark (tidligere KiMs A/S) er en dansk chips- og snackproducent beliggende i Søndersø i Nordfyns Kommune.
Selskabet er den største leverandør af chips og snacks i Danmark. Selskabet står for lidt over halvdelen af omsætningen på det danske chips- og snackmarked.
Virksomheden blev etableret i 1961 af Odense Marcipanfabrik under navnet KiM, og fremstillede dengang alene saltede peanuts. Da en tysk virksomhed imidlertid havde registreret KiM som varemærke, ændredes navnet til det nuværende KiMs i 1965. I 1971 flyttede virksomheden til adressen i Søndersø. Virksomheden har siden 2005 været ejet af Chips AB, der er en del af den norske koncern Orkla.
Orkla Confectionery & Snacks Danmark beskæftigede i 2014 190 medarbejdere og havde en omsætning på 617,9 mio. kr. Deres motto er KiMs når du er sulten for sjov, eller "Kartofler i mange skiver".
I januar 2016 skiftede virksomheden navn fra "Kims" til det nuværende.